# Daniel Walter
Daniel Walter (* 27. März 1991 in Düren) ist ein deutscher Politiker (SPD). Im Zuge der Bundestagswahl 2025 wurde er über die Landesliste Nordrhein-Westfalen in den 21. Bundestag gewählt. Er ist derzeit stellvertretender Kreisvorsitzender des SPD-Kreisverbandes Düren/Jülich.

## Leben
Als Kind und Jugendlicher war Daniel Walter aktiv in der deutschen Waldjugend und spielte American Football. 2010 legte er am Städtischen Burgau-Gymnasium in seiner Heimatstadt sein Abitur ab. Nach seinem Zivildienst in einem Obdachlosenheim in Galway (Irland) studierte er in Maastricht (Niederlande) Europäisches Recht und erlangte 2016 den Master of Laws (LL.M).

## Politische Laufbahn
Walter ist seit 2011 Mitglied der SPD. Seit 2016 ist er für verschiedene Politiker seiner Partei als parlamentarischer Assistent und Büroleiter aktiv, zuletzt für Dennis Rohde (MdB). Vorher war er bereits seit 2011 als studentischer Mitarbeiter für Peter Münstermann (MdL) und später Dietmar Nietan (MdB) sowie Claudia Moll (MdB) tätig. Seit seinem Beitritt unterhielt Walter verschiedene Parteiämter; beispielsweise als Kreisvorsitzender der Jusos im Kreis Düren oder stellvertretender Kreisvorsitzender seiner Partei im Kreisverband Düren/Jülich.
Am 27. September 2024 wurde er einstimmig als Direktkandidat für den Wahlkreis Düren zur Bundestagswahl 2025 nominiert. Zudem stand er auf Listenplatz 13 der Nordrhein-Westfälischen Landesliste seiner Partei. Da er in seinem Wahlkreis dem CDU-Kandidaten Thomas Rachel mit 22,0 % zu 39,9 % unterlag, zog er stattdessen durch diese in den Bundestag ein.

## Mitgliedschaften
Daniel Walter ist Mitglied der Gewerkschaft ver.di und der Arbeiterwohlfahrt (AWO).